# District de Nam Tu Liem
Le district de Nam Tu Liem (vietnamien : Nam Từ Liêm) est un district urbain (Quận) de la province de Hanoï dans la région du Delta du Fleuve Rouge au Viêt Nam.

## Description
Bắc Từ Liêm faisait partie de la province de Hà Tây jusqu'à ce que celle-ci soit absorbée par Hanoi en 2008.

## Lieux et monuments
- Centre de congrès national du Vietnam,
- Stade national My Dinh,
- Tour Keangnam de Hanoï,
- Musée de Hanoï.

## Galerie

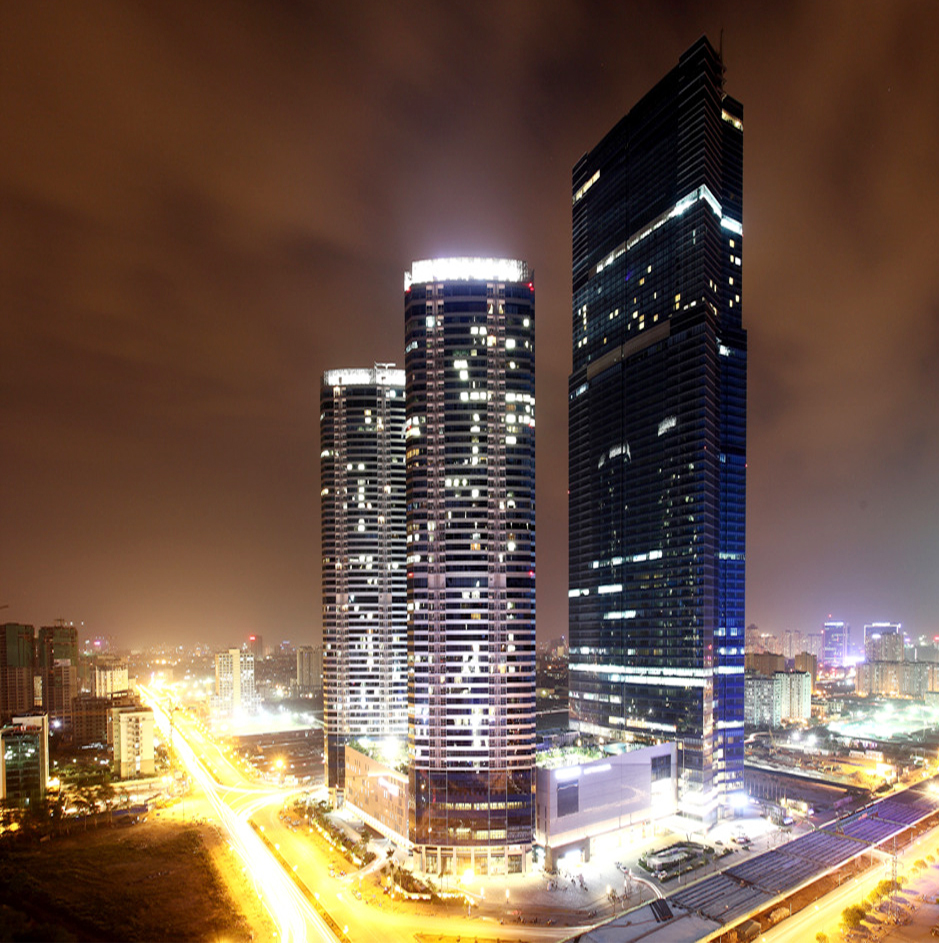
Lanmark 72.
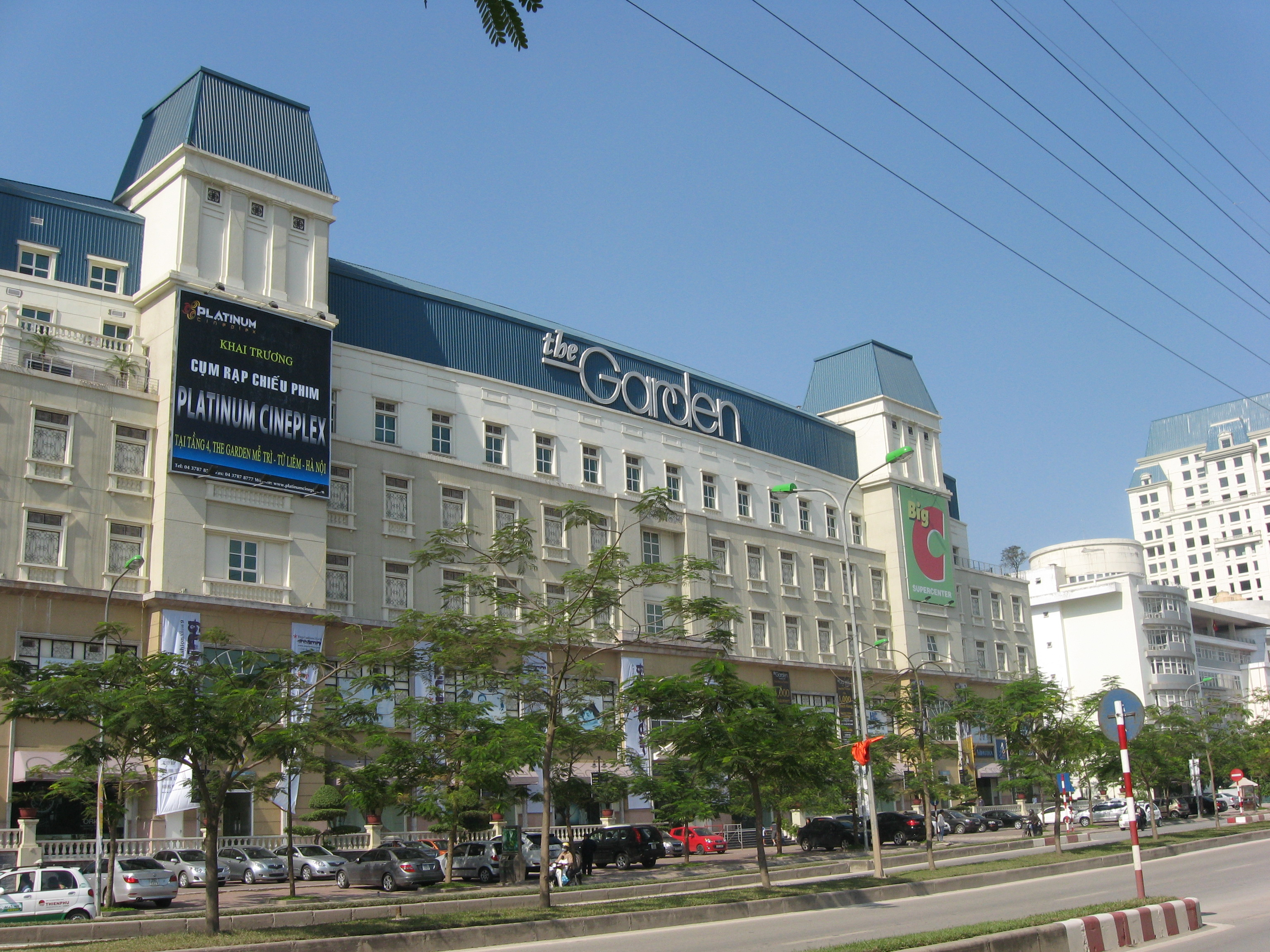
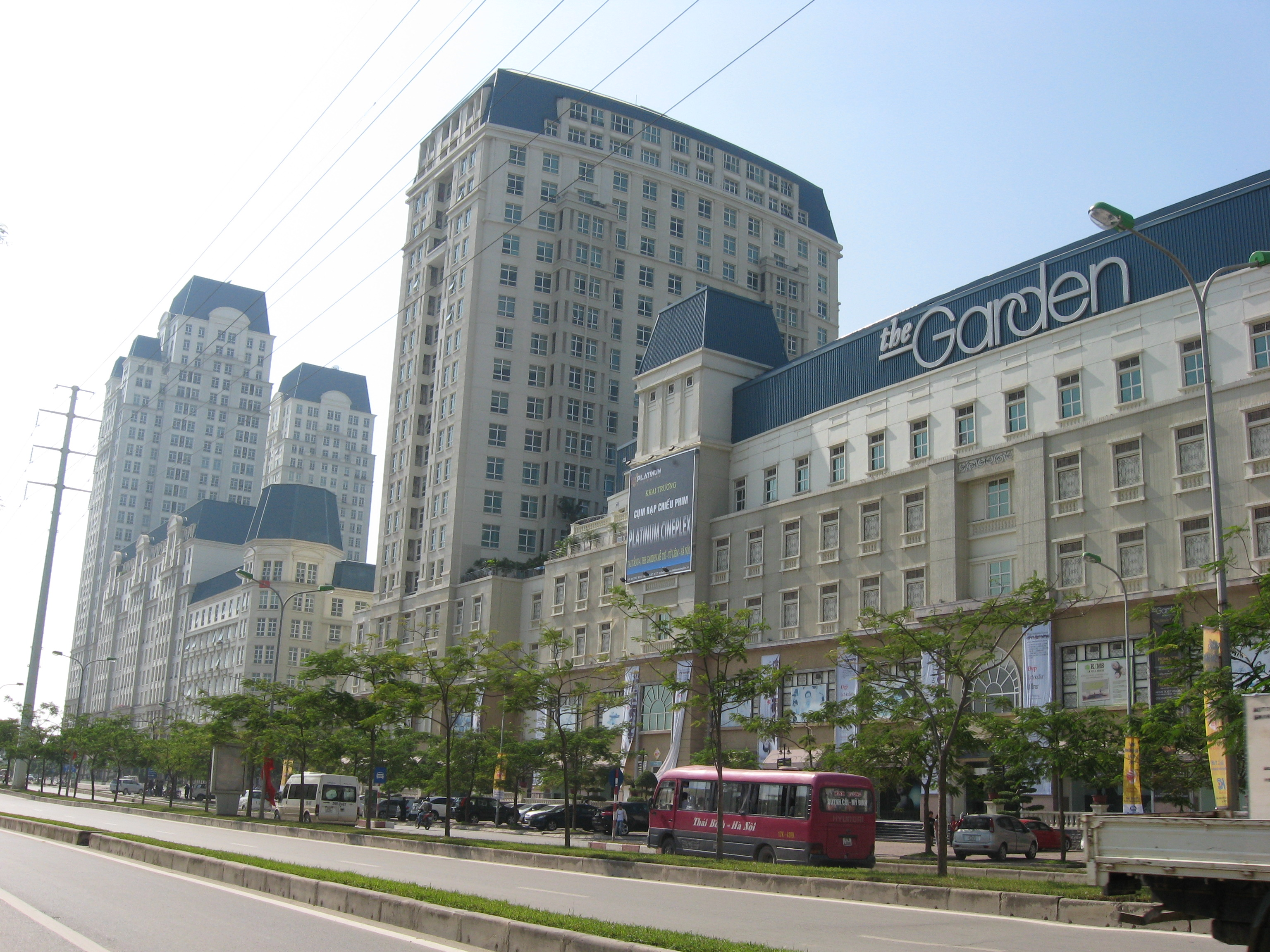
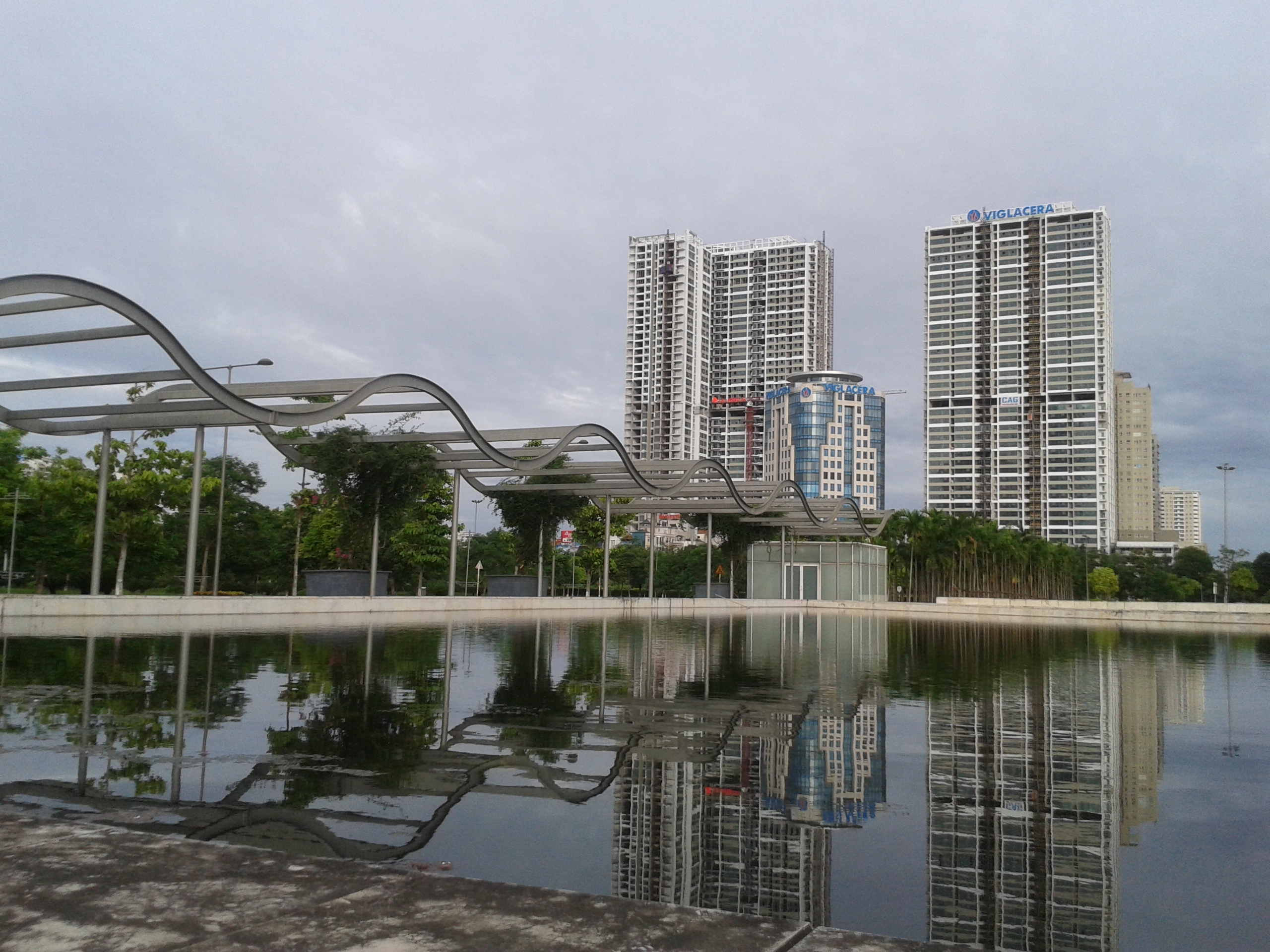